# Океанник Еліота
Океанник Еліота (Oceanites gracilis) — вид морських птахів родини качуркових (Hydrobatidae).

## Поширення
Вид поширений на сході Тихого океану вздовж узбережжя Галапагоських островів, Перу та Чилі.

## Спосіб життя
Живе та харчується у відкритому морі. Живиться ракоподібними, кальмарами та дрібною рибою. Про розмноження мало що відомо. Загалом виявлене всього одне гніздо (у 2003 році) на чилійському острові Чунгунго (Кокімбо).